# Bionicle: Mask of Light
Bionicle: Mask of Light: The Movie is de eerste direct-to-video Bionicle film gebaseerd op de Lego-speelgoed-serie, gemaakt door Miramax Films met de hulp van Lego. Er zijn meer dan 40 miljoen exemplaren wereldwijd verkocht sinds de release.
Het gaat over Mata Nui die door zijn jaloerse broer in een diepe slaap is gebracht. Het masker van licht, in de handen van twee Matoran (zonder meervoud) die worden bijgestaan door zes Toa, kunnen het terugbrengen naar de Toa van het licht, voor het te laat is.
De film was een van de best verkopende dvd's van 2003 in de Verenigde Staten, en heeft bijgedragen aan de ontwikkeling van de drie films in de franchise. Het werd geprezen om zijn visuele effecten en geluid richting. De film werd gevolgd door drie vervolgfilms Bionicle 2: Legends of Metru Nui, Bionicle 3: Web of Shadows, en Bionicle: The Legend Reborn.
Mask of Light is een productie van LEGO / Miramax in samenwerking met Creative Capers Entertainment, CGCG en Wang Film Productions.

## Verhaal
Het verhaal begint met een hervertelling van de originele Bionicle-legende. Het verhaal verschuift vervolgens naar het fort dorp Ta-Koro, dat is gevestigd in een meer van lava. Een Matoran genaamd Jaller is op zoek naar zijn Kohlii (een lacrosse-achtig spel) teamgenoot, Takua. Hij vindt hem terwijl Takua bij een waarschuwingstotem probeert te komen. Vlak voordat ze vertrekken, pakt Tukua de totem, maar het blijkt een boobytrap te zijn. Hij laat het artefact in de lava vallen en er verschijnt een Kanohi masker dat was verstopt in de totem. Op dat moment kwam er een golf van lava op Takua af. Hij gooit het masker naar Jaller en zelf probeert hij, met gebruik van een lavaboard, naar de overkant van de lavastroom te komen, maar kwam tot de helft. Net voor hij zou worden gedood, werd hij gered door Tahu, de Toa van het Vuur. Takua en Jaller gaan vervolgens met spoed naar het Kohlii veld en Jaller doet het masker in zijn rugzak. Nadat de wedstrijd was geëindigd, viel het masker dat Takua had gevonden uit de rugzak van Jaller en er scheen een helder licht op Jaller. Het blijkt dat het masker het Masker van Licht is dat wordt gedragen door de legendarische zevende Toa die Makuta kan verslaan. Het masker kan je naar de zevende toa brengen. Jaller werd samen met Takua gekozen om op zoek te gaan naar de zevende toa. Pohatu, de Toa van Steen, verspreidde algauw het nieuws over de zevende toa, terwijl Gali, de Toa van het Water, al was vertrokken. De twee Matoran verlaten Ta-Koro de volgende dag en volgde het masker, het licht scheen naar de jungle in de regio van Le-Wahi.
Diep onder Mata Nui, leefde Makuta en hij was zich volledig bewust van wat er gebeurt daarboven. Hij sprak met een groot standbeeld van een Kanohi Masker, waar hij naar verwijst als zijn broer, Mata Nui. Hij besloot toen om drie van zijn Rahkshi (In totaal zijn het er zes) naar boven te sturen. Aan de oppervlakte was Gali aan het mediteren bij Kini-Nui, de Grote Tempel, toen de Rahkshi verschenen in het centrum van de Tempel en haar aanvielen. Ze ontsnapt ternauwernood door zich te verstoppen in de rivier. De Rahkshi gaan vervolgens naar Ta-Koro. Gali ging ook naar Ta-Koro en waarschuwde de dorpelingen. De Rahkshi barstten door de muren van Ta-Koro, het gebruik van hun bevoegdheden van schokken (Panrahk), desintegratie (Guurahk), en gif (Lerahk) om uiteindelijk het dorp te vernietigen. Alle Matoran ontsnapten ongedeerd. In de strijd, was Tahu's Masker beschadigd door Rahkshi Lehrahks gif, waardoor hij nu groene krabben op zijn masker heeft. Tahu was meer bezorgd over de vernietiging zijn dorp.
Ondertussen waren Takua en Jaller in de jungle van Le-Wahi, waar het Masker van Licht toonde waar ze heen moesten. Ze werden dan aangevallen maar werden gered door Lewa, de Toa van de lucht. Hij gaf hen een snellere manier van reizen, een Gukko vogel. Bij hun aankomst kregen ze te horen van de vernietiging Ta-Koro. Lewa vloog vervolgens naar Ta-Wahi en liet Takua en Jaller achter. Jaller en Takua raakten verstrikt in een sneeuwstorm en kwamen Kopaka tegen, Toa van IJs. Bij aankomst op Ko-Koro, werden ze aangevallen door de Rahkshi, en ontsnapten aan de zijkant van een berg. Kopaka raakte knock-out in de ontsnapping en Takua probeerde ze weg te lokken over een meer. Kopaka ontwaakte en bevroor de Rahkshi in het meer.
In de ONU-Koro snelweg, een ongebruikt ondergronds netwerk van tunnels, werd Takua verrast door Makuta die verscheen in de vorm van twee gloeiende ogen. Hij waarschuwde Takua dat als hij het masker niet aan hem gaf, Jaller zou sterven. Takua weigert, maar later raakt hij in paniek en laat Jaller en het masker achter. Hij arriveert in het dorp ONU-Koro waar Pohatu en Onua, de Toa van Steen en Aarde te vinden zijn en hij vertelt het dorp over de zevende Toa. Echter, drie andere Rahkshi, de kracht van angst (Turahk), woede (Kurahk) en absorptie (Vorahk), verschijnen. Tahu, Gali en Lewa komen ook aan in ONU-Koro. Tahu's litteken is erger geworden. Toen hij werd geraakt door Kurahk, liet het gif en de woede hem Gali aan laten vallen. Hij was gestopt toen Kopaka aankwam en hem bevroor. Ondertussen lieten Pohatu en Onua de grot laten instorten en de Toa werden gedwongen om het dorp te ontvluchten. Gali, Kopaka en Lewa ook Tahu gebonden aan een rots om hem te bevrijden uit zijn waanzin.
Takua vindt Jaller en het twee hoofd van de Kini Nui, waar het masker, waar de zevende toa zich zou bevinden. Echter, de zes Rahkshi namen hem gevangen. De Toa kwamen en vernietigde alle Rahkshi behalve Turahk. Turahk probeerde Takua te doden, maar Jaller sprong voor hem. Zijn hart werd volgepomt met de kracht van Turahk (angst). Als de stervende Jaller vertelt aan Takua dat hij "altijd anders" was, beseft Takua dat hij de zevende Toa zelf is. Takua doet het Masker van het Licht op en wordt Takanuva, Toa van Licht. Hij vernietigde Turahk, en bouwt een voertuig uit de Rahkshi, genaamd de Ussanui, en vliegt naar beneden naar het hol van Makuta. Daar kwam hij Makuta tegen. Takanuva en Makuta vielen na een gevecht in een plas van energierijk protodermis. Ze versmelten samen en worden Takutanuva. Takutanuva houdt de poort van een Kanohi masker standbeeld open, die leidt naar de verlaten stad Metru Nui. Daarna geeft hij een deel van zijn krachten aan Jaller. Jaller en de andere Toa en Matoran vluchten door de poort naar de andere kant. Echter, deze overdracht verzwakt Takutanuva en de deur plet hem. Als het stof is opgetrokken, blijft alleen het Masker van Licht over. Dankzij de Turaga is Takanuva via het masker van licht herrezen en zijn licht maakt een gat in de grot, het openbaart de lang verloren stad van Metru Nui.

## Engelse Stemacteurs
- Jason Michas als Takua / Takanuva
- Andrew Francis als Jaller
- Scott McNeil als Tahu Nuva, Onua Nuva & Graalohk de Ash Beer
- Dale Wilson als Lewa Nuva & Turaga Onewa
- Kathleen Barr als Gali Nuva
- Lee Tockar als Makuta Teridax, Takutanuva & Pewku
- Christopher Caze als Turaga Vakama
- Lesley Ewen als Turaga Nokama
- Michael Dobson als Kopaka Nuva & Hewkii
- Trevor Devall als Pohatu Nuva
- Chiara Zanni als Hahli
- Julian B. Wilson als Matoran, Rahkshi
- Doc Harris als Kolhii Omroeper

## Nederlandse Stemmen
- Fred Meijer als Kopaka, Hewkii